# Бојке
Бојке је насеље у општини Улцињ у Црној Гори. Према попису из 2003. било је 199 становника (према попису из 1991. било је 248 становника).

## Демографија
У насељу Бојке живи 153 пунолетна становника, а просечна старост становништва износи 38,1 година (37,4 код мушкараца и 38,9 код жена). У насељу има 52 домаћинства, а просечан број чланова по домаћинству је 3,83.
Ово насеље је великим делом насељено Албанцима (према попису из 2003. године).
|  |

| Демографија | Демографија | Демографија |
| Година      | Становника  | Становника  |
| ----------- | ----------- | ----------- |
|             |             |             |
|             |             |             |
|             |             |             |
|             |             |             |
| 1948.       | 135         |             |
| 1953.       | 143         |             |
| 1961.       | 229         |             |
| 1971.       | 234         |             |
| 1981.       | 205         |             |
| 1991.       | 248         | 230         |
| 2003.       | 246         | 199         |
|             |             |             |

| Етнички састав према попису из 2003.‍ | Етнички састав према попису из 2003.‍ | Етнички састав према попису из 2003.‍ | Етнички састав према попису из 2003.‍ | Етнички састав према попису из 2003.‍ |
| ------------------------------------ | ------------------------------------ | ------------------------------------ | ------------------------------------ | ------------------------------------ |
|                                      |                                      |                                      |                                      |                                      |
| Албанци                              | Албанци                              |                                      | 197                                  | 98,99%                               |
| непознато                            | непознато                            |                                      | 2                                    | 1,00%                                |

| Година пописа     | 1948. | 1953. | 1961. | 1971. | 1981. | 1991. | 2003. |
| ----------------- | ----- | ----- | ----- | ----- | ----- | ----- | ----- |
| Број домаћинстава | 23    | 23    | 34    | 40    | 40    | 68    | 60    |

| Број чланова      | 1  | 2 | 3 | 4  | 5  | 6 | 7 | 8 | 9 | 10 и више | Просек |
| ----------------- | -- | - | - | -- | -- | - | - | - | - | --------- | ------ |
| Број домаћинстава | 52 | 1 | 4 | 16 | 19 | 7 | 4 | 1 | 0 | 0         | 0      |

| Пол    | Укупно | Неожењен/Неудата | Ожењен/Удата | Удовац/Удовица | Разведен/Разведена | Непознато |
| ------ | ------ | ---------------- | ------------ | -------------- | ------------------ | --------- |
| Мушки  | 86     | 27               | 57           | 2              | 0                  | 0         |
| Женски | 77     | 10               | 58           | 9              | 0                  | 0         |
| УКУПНО | 163    | 37               | 115          | 11             | 0                  | 0         |

| Пол    | Укупно                    | Пољопривреда, лов и шумарство | Рибарство                            | Вађење руде и камена | Прерађивачка индустрија       |
| ------ | ------------------------- | ----------------------------- | ------------------------------------ | -------------------- | ----------------------------- |
| Мушки  | 43                        | 1                             | 0                                    | 4                    | 0                             |
| Женски | 1                         | 0                             | 0                                    | 0                    | 0                             |
| УКУПНО | 44                        | 1                             | 0                                    | 4                    | 0                             |
| Пол    | Производња и снабдевање   | Грађевинарство                | Трговина                             | Хотели и ресторани   | Саобраћај, складиштење и везе |
| Мушки  | 3                         | 5                             | 8                                    | 3                    | 9                             |
| Женски | 0                         | 0                             | 0                                    | 1                    | 0                             |
| УКУПНО | 3                         | 5                             | 8                                    | 4                    | 9                             |
| Пол    | Финансијско посредовање   | Некретнине                    | Државна управа и одбрана             | Образовање           | Здравствени и социјални рад   |
| Мушки  | 0                         | 0                             | 4                                    | 1                    | 0                             |
| Женски | 0                         | 0                             | 0                                    | 0                    | 0                             |
| УКУПНО | 0                         | 0                             | 4                                    | 1                    | 0                             |
| Пол    | Остале услужне активности | Приватна домаћинства          | Екстериторијалне организације и тела | Непознато            | Непознато                     |
| Мушки  | 2                         | 0                             | 0                                    | 3                    | 3                             |
| Женски | 0                         | 0                             | 0                                    | 0                    | 0                             |
| УКУПНО | 2                         | 0                             | 0                                    | 3                    | 3                             |